# Mediaagentur
Mediaagenturen beraten Unternehmen bei der Streuung eines Werbeetats in verschiedenen Massenmedien. Sie sind spezialisierte Dienstleister in der Werbewirtschaft.

## Tätigkeit
Tagesgeschäft von Mediaagenturen ist die Erstellung von Mediaplänen. Das heißt, sie sprechen Empfehlungen über notwendige Werbeinvestmenthöhen aus sowie über die zeitlich und geographisch optimale Platzierung von Anzeigen, Funk- und Fernsehspots und anderer Werbeformate. Je nach Projekt steht dabei zu Beginn eine Zielgruppen- und Wettbewerbsanalyse, um das optimale Werbeumfeld zu ermitteln. Weiter wird der Mediamix, die Aufteilung der Werbemaßnahmen auf verschiedene Werbeträger ermittelt. Mediaagenturen wickeln auch die Anzeigenbuchung ab. Sie verhandeln mit Werbeträgern über Preise, Leistungen, Rabatte, Sonderkonditionen und buchen – meist auf eigene Rechnung – für den Kunden bei den Medien ein (Mediaeinkauf). Traditionell steht den Mediaagenturen 15 % vom Anzeigenpreis zu, diese werden heute allerdings fast immer an den Kunden weitergegeben. Stattdessen wird ein Honorar auf die Medialeistung vereinbart.
Die großen Mediaagenturen sind zumeist Ausgründungen großer Werbeagenturen, z. B. MediaCom aus Grey, OMD aus BBDO oder Mindshare aus Ogilvy. Die erste eigenständige deutsche Mediaagentur HMS Hiemstra Mediaberatung wurde 1972 in Wiesbaden von Kai Hiemstra gegründet.

## Preisberechnung und Begriffsklärung
Im Prozess des Media-Einkaufs durch Mediaagenturen bei Werbeträgern werden folgende Begrifflichkeiten verwendet:
Tarif-Brutto
Ist der Preis lt. Preisliste des jeweiligen Werbeträgers
Netto-Preis
Ist der Preis lt. Preisliste des jeweiligen Werbeträgers abzüglich etwaiger Rabatte, die der Werbeträger in Abhängigkeit vom Abnahmevolumen oder speziell vom Kunden mit den Werbeträgern ausgehandelten Rabatten gewährt. Diese Preisstufe wird auch als „Kunden-Netto“ oder „Netto 1“ bzw. „Einfach-Netto“ bezeichnet.
Netto-Netto-Preis
Ist der „Netto-Preis“ abzüglich der Agentur-Ermäßigung in Höhe von 15 %. Diese Preisstufe wird auch als „Agentur-Netto“ oder „Netto-2“ bzw. „Zweifach-Netto“ bezeichnet.
Netto-Netto-Netto-Preis
Ist der Netto-Netto-Preis abzüglich des Skontos, das ein Werbeträger bei guten Zahlungsmodalitäten (z. B. elektronisches Lastschriftverfahren) gewährt. Diese Preisstufe wird auch als „Netto-3“ bzw. „Dreifach-Netto“ bezeichnet.

## Honorare bzw. Agenturprovisionen und Kick-backs
Media-Agenturen erwirtschaften ihre Erlöse über Honorare, aber auch über das sogenannte Kick-back. Dabei nutzen die Agenturen ihre gebündelte Einkaufsmacht, um ein zusätzliches Honorar von dem Dienstleister, bei dem sie im Auftrag des werbetreibenden Kunden Werbeplätze einkaufen, zu erhalten. Dieses Kick-back ist in der Regel die Differenz zwischen dem Preis des Anbieters von Werbeleistung (Fernsehen, Print, Radio, Außenwerbung, online etc.), der dem Kunden mitgeteilt wird und dem Preis, zu dem die Media-Agentur tatsächlich die Leistung beim Anbieter einkauft. Aufgrund der Wettbewerbssituation unter den Mediaagenturen, werden diese Ersparnisse jedoch vermehrt an den Kunden weitergegeben.
Bekannt gemacht wurde diese Praxis in Deutschland im Dezember 2005 im Zuge des letztlich gescheiterten kartellrechtlichen Antrags auf Übernahme der Pro Sieben Sat 1 Media AG durch die Axel Springer AG. Bei der Werbung im Privatfernsehen kommt es – laut Springer – ständig zu geheimen Absprachen zu Lasten der Auftraggeber. Der Springer-Konzern hat damals dem Bundeskartellamt mitgeteilt, dass die großen Mediaagenturen, die das Geschäft mit der Fernsehwerbung dominieren, von den Fernsehsendern „gesonderte Rabatte“ verlangen und auch bekommen. Diese Preisnachlässe „unterliegen strikter Geheimhaltung“. Wie im Zuge des Kartellverfahrens zu erfahren war, soll Springer die geheimen Sonderrabatte mit bis zu zehn Prozent des Bruttovolumens und mehr angegeben haben. Die Mediaagenturen sollen solche Rabatte nur selten direkt an ihre Auftraggeber weiterreichen, berichtete damals die Süddeutsche Zeitung.
Inzwischen müssen die meisten Media-Agenturen jedoch diese „Vergünstigungen“ an ihre werbetreibenden Kunden weitergeben. Einige Agenturen treiben daher die Anbieter von Werbeplätzen in immer höhere Kick-backs, die sie nicht weitergeben. Dies führte dazu, dass die Anbieter ihre Werbezeiten/-fläche verteuerten, um die immer höheren Forderungen der Agenturen erfüllen zu können, womit die Preise für die werbetreibende Industrie in die Höhe schnellten. Faktisch erhielten diese für das gleiche Budget immer geringere Werbeleistungen.
Als Folge davon wurde seitens der werbetreibenden Industrie, die sich in der Organisation Werbungtreibende im Markenverband (OWM) sammelt, mehr Transparenz gefordert. Seit Oktober 2004 liegt ein Code of Conduct (CoC) vor, der diese Rückvergütungen der Medien an die Media-Agenturen regeln soll. Dabei ist die werbetreibende Industrie selber nicht unschuldig an dieser Entwicklung: da sie den Einkauf der Werbeplätze lieber an Agenturen vergab, als eigene Kompetenzen zu schaffen, bildeten sich durch Konzentrationen und Mergers „Agentur-Riesen“, die die Einkaufsverantwortung für eine ganze Reihe namhafter großer Konzerne in einem Haus bündelten. Dadurch wurde es den Mediaagenturen möglich, bei einer Verhandlung über Preise und Rückvergütungen in Bezug auf bspw. einen ihrer Autohersteller-Kunden damit zu drohen, dass man, gehe der Anbieter nicht auf die Forderung ein, ansonsten weniger Werbeplätze für einen anderen Kunden (z. B. einen Hersteller von Schokoriegeln) buchen würde. Werbungtreibende, die dabei besonders hohe Rabatte forderten, wurden bevorteilt, andere Kunden, die einen geringeren oder keinen Druck ausübten, wurden benachteiligt.

## Kritik
Mediaagenturen stehen, vor allem in Hinsicht auf intransparente Geschäftsmodelle, in der Kritik. Auch wird, vor allem den großen Netzwerkagenturen, häufig vorgeworfen, Mediaentscheidungen aufgrund der eigenen Gewinnmaximierung zu treffen, anstatt im Interesse des Kunden zu handeln.

## Ranking der größten Mediaagenturen 2022
Die zehn umsatzstärksten Mediaagenturen in Deutschland waren im Jahr 2022 laut RECMA:
| Rang 2022 | Agentur         | Gruppe/Holding          | Etat Deutschland in Mio. Euro |
| --------- | --------------- | ----------------------- | ----------------------------- |
| 1         | EssenceMediaCom | GroupM                  | 3.498                         |
| 2         | OMD             | Omnicom Media Group     | 2.984                         |
| 3         | Mediaplus       | Serviceplan, unabhängig | 2.965                         |
| 4         | Havas Media     | Havas                   | 2.943                         |
| 5         | Carat           | Dentsu Aegis Network    | 2.479                         |
| 6         | Mindshare       | WPP Group               | 2.166                         |
| 7         | Wavemaker       | GroupM                  | 2.132                         |
| 8         | PHD             | Omnicom Media Group     | 1.968                         |
| 9         | Pilot Group     | unabhängig              | 1.557                         |
| 10        | Zenith          | Publicis Media          | 1.387                         |